# 西部音樂
西部音乐是一种乡村音乐，由在美国西部和加拿大西部定居和工作的人创作。西部音乐赞美北美西部开阔的牧场、洛磯山脈和大草原上的牛仔生活方式。在音乐上与英国、爱尔兰、苏格兰的當代民謠音樂民谣直接相关，墨西哥北部和美国西南部的墨西哥民间音乐也影响了这一流派的发展。西部音乐与阿巴拉契亚音乐有着相似的根源，后者大约在同一时期在整个阿巴拉契亚和阿巴拉契亚山脉发展起来。